# Formosatettixoides hunanenis
Formosatettixoides hunanenis är en insektsart som först beskrevs av Zheng och Fu 1992.  Formosatettixoides hunanenis ingår i släktet Formosatettixoides och familjen torngräshoppor. Inga underarter finns listade i Catalogue of Life.